# شرکت سرمایه‌گذاری سیمان تأمین
شرکت سرمایه‌گذاری سیمان تأمین یک شرکت هلدینگ تخصصی سرمایه‌گذاری و زیرمجموعه شرکت سرمایه‌گذاری تأمین اجتماعی (شستا) است که در سه حوزه صنعت سیمان، عمران و ساختمان و حمل و نقل فعال است و بزرگ‌ترین هلدینگ تولید سیمان در ایران به‌شمار می‌رود.
همچنین این شرکت حدود ۳۰ درصد ظرفیت حمل‌ونقل کالاهای اساسی ایران و جایگاه هجدهم جهان را در میان هلدینگ‌های سیمانی در اختیار دارد.

## تاریخچه
شرکت سرمایه‌گذاری سیمان تأمین در تاریخ ۱۲ خرداد ۱۳۷۸ با نام اولیه شرکت مدیریت سرمایه‌گذاری صنایع سیمان تأمین (سهامی خاص) در اداره ثبت شرکت‌ها و مؤسسات غیرتجاری تهران به ثبت رسید. در سال ۱۳۸۲ نام شرکت به شرکت سرمایه‌گذاری سیمان تأمین تغییر یافت و در ۳۰ دی ۱۳۸۳ شخصیت حقوقی شرکت از «سهامی خاص» به «سهامی عام» تغییر کرد. این شرکت در تاریخ ۲۲ بهمن ۱۳۹۲ نزد سازمان بورس و اوراق بهادار ایران به عنوان نهاد مالی شرکت مادر (هلدینگ) سهامی عام پذیرفته و در تیر ۱۳۹۹، عرضه اولیه سهام آن در بورس اوراق بهادار تهران انجام شد.

## جایگاه و ظرفیت تولید
شرکت سرمایه‌گذاری سیمان تأمین با مالکیت شرکت سیمان فارس و خوزستان به‌طور مستقیم و غیرمستقیم مدیریت ۲۹ خط تولید و ۱۷ شرکت تولیدکننده سیمان، حدود ۳۰ درصد از سهم بازار سیمان و کلینکر ایران و ۰٫۶۵ درصد از بازار جهانی سیمان را در اختیار دارد.
همچنین این هلدینگ حدود ۳۰ درصد ظرفیت حمل‌ونقل کالاهای اساسی ایران را بر عهده دارد و در بخش عمران و ساختمان نیز مالکیت شرکت ساختمان سد و تأسیسات آبیاری (سابیر)، بزرگ‌ترین شرکت سد ساز ایران را در اختیار دارد.